# Flåde
 Ikke at forveksle med en flåde af biler (flådebiler med leaser biler i et udlejningsfirma), lastbiler  eller fly eller med fx en tømmerflåde.
En flåde er i det maritime en samling som regel en militær flåde af krigsskibe. En flåde kan være enten en samlet national flåde i en marine (fx det danske søværn) eller en samling skibe fra flere nationer i en task force (som task force 150).